# Giancarlo Casale
Giancarlo L. Casale ist ein US-amerikanischer Historiker.

## Leben
Er erwarb 1996 den B.A. an der Wesleyan University in Geschichte und romanischen Sprachen und 2004 den PhD an der Harvard University in Geschichte und Nahoststudien. Er ist Professor für frühneuzeitliche Geschichte des Mittelmeers am European University Institute.
Seine Forschungsfelder sind osmanische Geschichte, vergleichende frühneuzeitliche Reiche, Geschichte des Mittelmeers und des Indischen Ozeans und Geschichte der Geographie und Kartographie.

## Schriften (Auswahl)
- The Ottoman age of exploration. Oxford 2010, ISBN 978-0-19-537782-8.